# Eugene Cernan
Eugene Andrew »Gene« Cernan, ameriški pilot in astronavt slovaškega porekla * 14. marec 1934, Chicago, ZDA, † 16. januar 2017, Houston, ZDA.
Cernan je bil član treh odprav v vesolje, junija 1966 kot pilot odprave Gemini 9A, maja 1969 kot pilot lunarnega modula odprave Apollo 10 in decembra 1972 kot pilot lunarnega modula odprave Apollo 17. Kot član svoje zadnje odprave je znan tudi kot zadnji človek, ki je hodil po Luni. 